# Aeroportul Kimmirut
Aeroportul Kimmirut (IATA: YLC, ICAO: CYLC) este un aeroport din Nunavut, Canada. 
Situat la o altitudine de 52 m, aeroportul dispune de o singură pistă.

## Infrastructură

### Piste
Aeroportul are o singură pistă, 15/33, cu suprafața din pietriș. 